# DnaQ
DnaQ је протеин који је неопходан за репликацију ДНК код бактерија. Он је ε (епсилон) подјединица холоензима ДНК полимераза III.
Улога ε подјединице је да уклања инцоректно инкорпориране базе из ДНК.